# Teleocichla
Teleocichla és un gènere de peixos de la família Cichlidae, endèmics de la conca del Riu Amazones totes les espècies prefereixen un habiteu d'aigües ràpides i moviment constant i gran envergadura.

## Taxonomia
- Teleocichla centisquama Zuanon & Sazima, 2002
- Teleocichla centrarchus Kullander, 1988
- Teleocichla cinderella Kullander, 1988
- Teleocichla gephyrogramma Kullander, 1988
- Teleocichla monogramma Kullander, 1988
- Teleocichla prionogenys Kullander, 1988
- Teleocichla proselytus Kullander, 1988